# Phrosinella sibirica
Phrosinella sibirica är en tvåvingeart som beskrevs av Boris Borisovitsch Rohdendorf 1971. Phrosinella sibirica ingår i släktet Phrosinella och familjen köttflugor. Inga underarter finns listade i Catalogue of Life.